# Vall de les Corticelles
La Vall de les Corticelles és una vall d'origen glacial, subsidiària de la Ribera de Sant Nicolau, tributària per l'esquerra del Riu de Sant Nicolau. Es troba dins el terme municipal de la Vall de Boí (Alta Ribagorça), i dins el Parc Nacional d'Aigüestortes i Estany de Sant Maurici.
El nom deriva «de co(ho)rticellas, petites corts o corrals».

## Geografia
La vall es troba per sobre dels 2.000 metres i la seva superfície aproximada és de 2,6 km².

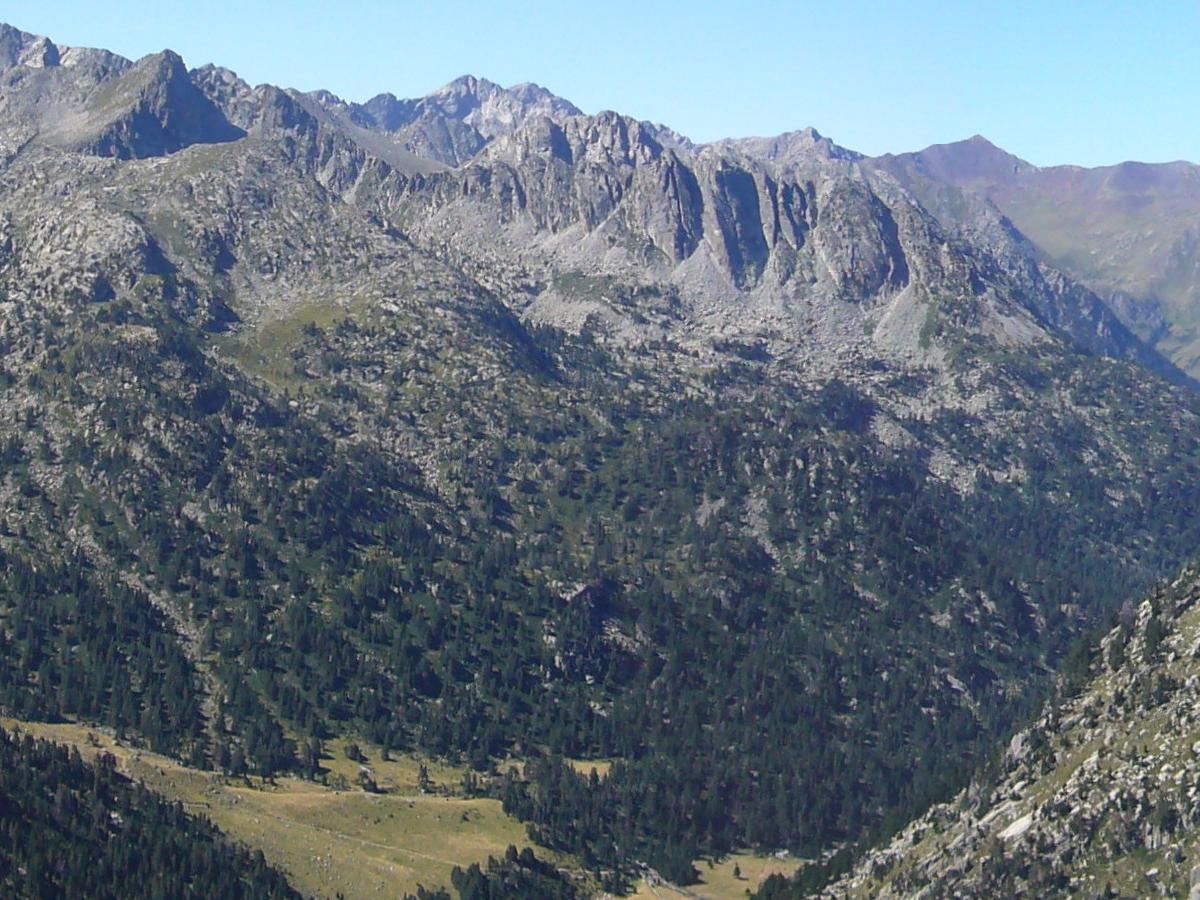
Vall de les Corticelles, vista des de Colomers d'Espot.

La carena que encercla la vall, limitant amb la Coma d'Amitges, va guanyant alçada des de l'extrem occidental de l'Estany Llong direcció sud, passant primer pel Bony de les Corticelles (2.520,8 m) i pel Pic de la Montanyeta (2.674,8 m) després. Des d'aquest últim cim, limitant ara amb la Vall de Dellui, la carena gira al nord-oest, a on es troben les Agulles de Dellui (2.544,0 m), i davalla cap al sud-oest dels Prats d'Aiguadassi.
Al sud d'Aiguadassi, el Barranquet de les Corticelles remunta cap a l'est-sud-est. A la part intermèdia de la vall es troben un seguit de petites estanyoles, situades entre els 2.225 i els 2.276 metres, i els Estanys de les Corticelles (2.279 i 2.298 m).

## Rutes[8]
El camí de les Corticelles, coincideix en el seu primer tram amb el de Dellui. S'inicia als voltants del Refugi d'Estany Llong, prenent direcció sud-sud-est. Des del refugi als estanys hi ha poc més 2 kilòmetres i 300 metres de desnivell. Des dels Estanys, seguint cap al sud-est es pot assolir la collada que comunica aquesta vall amb la Coma d'Amitges.